# テコンダー朴
『テコンダー朴』（テコンダーパク、朝: 태권더 박）は、原作：白正男、作画：山戸大輔による漫画作品。キャッチコピーとして「人権派格闘技漫画」を謳っている。

## 概要
格闘漫画の体裁を取った一種のギャグ漫画的な作品で、徹底的に作中善を主人公・朴星日（パク スンイル）を始めとする韓国礼賛・日本痛罵（つうば）の視点から描き、日本人の登場人物が揃いも揃って外道を絵に描いたような悪漢とされるなど、反語法によって韓国・朝鮮人特有の反日思想や歴史観などを戯画化している。ただし、原作者および出版社はあくまでも「人権派格闘技漫画」と謳っている。
また、韓国・北朝鮮ばかりでなく、日本右翼やITFテコンドーを揶揄する表現もあり、第2巻以降は醜悪でない日本人キャラクターも登場するなど、比較的幅広い表現が見られるようになっている。作中では朝鮮統一問題について南北統一が理想であるかのように描かれている（テコンドー究極奥義も「統一」である）が、現実の韓国国民の多くは南北統一を望んでおらず、その点も皮肉っている。

## 掲載誌の変遷
晋遊舎の雑誌『スレッド』に創刊号（2007年7月）から連載されるも、同誌の休刊（2007年9月）に伴い3話まで掲載されたところで終了。約8年後の2015年7月に、青林堂より最終話までの7話分を書き下ろした単行本第1巻が刊行された。
その後、2015年12月より青林堂の雑誌『ジャパニズム』にて連載が再開され第2・3巻も出版されたが、『ジャパニズム』46号（2018年12月8日）において「3巻のネーム時に『朝鮮■落』の表現が出版時に『朝鮮■■』に変更された事に対し作者側から異議があった」ことから連載中止が発表された。
2018年12月21日、コアマガジンの雑誌『実話BUNKAタブー』2019年3月号（2019年1月16日発売）にて連載再開されることが発表される。連載再開というものの、『ジャパニズム』に掲載された26話から28話まで（単行本に収録されていない）の再掲載から始まった。
2019年1月17日、新装版『テコンダー朴』第1巻から第3巻がコアマガジンから発売される予定が発表された。なお、その後発表したTwitter公式アカウントが凍結されてしまい音沙汰がない状態が続いていたが、2020年7月17日に改めてコアマガジンから新装版『テコンダー朴』第1巻から第3巻までが追加要素ありで価格も青林堂版より安く発売されること、第4巻以降も刊行予定だと発表された。

## 韓国からの評価
韓国でも話題となり、2015年9月10日に韓国の国会で元恵栄議員が取り上げて批判した。ただし、本書は韓国で出版されておらず、多くの韓国人は日本語が読めないため、そのような批判は朴槿恵大統領が暴行される場面などの表面的な批判にとどまっている。

## あらすじ
実際に発売されたコアマガジン版の単行本は1巻あたりの収録話数が少なく、青林堂版の第3巻までの内容を第4巻まで使って収録しており、おまけとして『覇皇本紀』を巻末に収録している。そのため、青林堂版第3巻の続きは、コアマガジン版では第5巻からとなる。なお、朴兄弟は作中では姓で呼ばれているが、兄弟の区別のため本項では「星日」「英日」と名で統一して表記する。
青林堂版第1巻（第1話 - 第10話）
韓国で最強と名高いテコンドー使い・朴の道場に、日本からやって来た空手家・覇皇が道場破りに現れる。覇皇は世界のあらゆる格闘技の道場に対して道場破りを仕掛け、そのことごとくを完膚なきまでに叩き潰してきた強者だった。
朴はまだ未完成だった究極奥義・統一で立ち向かうが覇皇には通用せず、対決に敗れ死亡。朴の遺児・星日と英日は覇皇への復讐を誓い、星日は韓国に残り、英日は北朝鮮に渡り、それぞれテコンドーの修行に明け暮れた。
それから数年後、覇皇はその強さで政財界を手中に収め、日本の支配者と化していた。成長して一流のテコンドー使いとなった星日は、覇皇と直接対決するため日本へ乗り込み、覇皇が主催する武闘大会に参加する。
青林堂版第2巻（第11話 - 第17話）
覇皇を究極奥義・統一で倒した星日と英日だったが、日本では決勝戦の中継が途中で終了し覇皇の死は病気のためと隠蔽された。英日は北朝鮮に戻り、星日は日本に留まって反レイシスト集団「チョッパリをどつき隊」と共に新大久保で在日狩りを行う「在日特権を糾弾する市民の会」と戦っていく。
その後、オッチャンがヤクザの月山に騙され500万円の借金を背負わされ、連帯保証人にされた朝鮮部落の女性たちが強制連行されそうになるも、タイ人のソムチャイが助太刀に駆けつけた。そこへ月山が雇った用心棒である伊集院畸太郎も現れ、対決を繰り広げる。
青林堂版第3巻（第18話 - 第25話）
5年前、高校生であった伊集院は親の転勤でアメリカの高校に転校するも、スクールカーストの最底辺ターゲットだったため白人たちから悪質なイジメを受けていた。偶然立ち寄ったハットリ・キムの朝鮮忍者道場に入門すると半年でめきめきと鍛えられ体格が良くなり、イジメられなくなる。しかし、ハットリは「イ・ジュウイン」という名の同胞だと思い込んでおり、伊集院が日本人であることを知ると破門を言い渡した。
それ以来ハットリへの復讐を誓った伊集院は5年間修行を積み、あらゆる格闘技の優れた部分だけを集めて作り上げた「多様性格闘技（ダイバーシティ・マーシャルアーツ）」で挑んだものの、ハットリは朝鮮忍法・火の鳥（フェニックス）で伊集院を倒す。そして星日は強制連行されていった女性たちを救出しに向かった。
コアマガジン版第5巻（第26話 - 第32話）
沖縄にいる嘉手納結衣から英日宛ての手紙が届く。星日はそれをラブレターだろうと勝手に開けるが、内容は赤い血で「沖縄独立運動のために命をかける」と書かれたものであった。心配に思った星日とオッチャンは沖縄に飛ぶが、そこで武闘大会でも戦った中国の劉書文と再会する。
星日に敗北してから武者修行の旅に出ていたという劉は星日との再戦を希望する。修行を怠りテレビゲームで遊んでばかりだった星日は腕がなまっており、完全敗北を喫するが、そこに金正男が助太刀に駆けつける。
コアマガジン版第6巻（第33話 - 第40話）
星日は正男の案内で結衣と再会する。沖縄独立を支援する韓国人と沖縄人たちの集会の場で、結衣は高らかに日帝からの沖縄独立を宣言する。北朝鮮に戻っていた英日は最高指導者である金正日から沖縄に行き沖縄独立運動の現状を調査する任務を与えられ、沖縄で兄弟弟子である正男と再会。正男から「資本主義が支配するこの残酷な世界」の真実を知らされる。
一方、集会の場に日本の特別高等警察が踏み込み、治安維持法および外患誘致罪で一斉検挙を図る。結衣たちは逃げ出そうとするがエレベーターの定員超過のため、乗り切れなかった結衣とオッチャンが警察に逮捕されてしまった。沖縄県警は米軍の支配下にあるため、二人は米軍海兵隊に引き渡され、拷問のスペシャリストであるリンダ・イングリッドに尋問される憂き目に遭う。
コアマガジン版第7巻（第41話 - 第48話）
リンダと戦う結衣はタバコに偽装した棒手裏剣で右手を負傷させられるが、琉球唐手奥義・マッハ蹴り（コリアンキック）でリンダを倒す。一方、秦淑雅が狙撃されそうになったところを正男がかばい負傷。さらに正男と朴兄弟が沖縄にいることを知った覇皇の息子・覇王子もヘリコプターで沖縄に上陸する。
負傷している正男は長引けば勝機はないと判断し即座に白頭山テコンドー奥義・千里馬で挑むが、覇王子は覇皇空手奥義・八紘一宇で迎え撃つ。正男が負傷していることに気づいた覇王子は手を止め、あくまでも正々堂々と戦おうとするが、そこに突然東郷が現れ、覇皇空手奥義・真珠湾で正男を倒す。
やがて英日も駆けつけ、覇王子の興味は覇皇を倒した朴兄弟に移る。まず英日が覇王子と戦うが一蹴され、もはや覇王子を倒すには究極奥義・統一しかないと朴兄弟は統一を出そうとする。だが統一の発動条件は二人のテコンドー戦士の力量が同じであることで、修行を怠っていた星日がまず倒され、続いて英日も撃破される。覇王子はもはや朴兄弟に興味はないとして処刑しようとするが、正男がかばって崖から海に落ちて死亡してしまう。覇王子は朴兄弟に「殺す価値もない」と告げて沖縄を去る。
コアマガジン版第8巻（第49話 - 第57話）
金正男が死亡し、沖縄独立運動も失敗に終わった。星日は己を鍛え直すため韓国へ、英日は正男の最後を伝えるため北朝鮮へと帰国するが、時を同じくして病に倒れた金正日が逝去する。生きる意味を見失った英日は自ら命を絶とうとするが、そこに現れた金正恩の姿に生きる気力を取り戻す。
また、韓国に戻った星日は再会した旧友・玄彬とともに武芸者の聖地と呼ばれるミミズク岩へ赴き、試練の後に力を授けてくれるという怪人に会うため入山するが、そこで大韓ハチ男と名乗る格闘家に襲われる。
ハチ男を退けた星日だか、その前にコアラの覆面を被った謎の人物が現れる。圧倒的な力で星日を追い詰めるコアラマスク。その正体は死んだはずの呉武鉉であった。
一方日本では、覇王子が覇皇会館館長に就任する「就任礼正殿の儀」に臨んでいたが、「日本を取り戻す」ことを望む阿倍野が勝負を仕掛ける。戦いは終始覇王子が圧倒したが、「昭和の妖怪」の力を発現させた阿倍野を藤原が刺し殺し、さらに自らも大罪を詫びるとして自刃する。
そして、血塗れの姿で民衆の前に現れた覇王子は就任の礼の中止と覇王会館武闘大会の開催を宣言する。

## 登場人物

### 主要人物
朴 星日（パク スンイル）
主人公。韓国出身のテコンドー使いで、自身を「大韓民国最強の男」と称する。基本的に正義感の強い好青年ではあるが、韓国礼賛・日本痛罵の非理性的視点から歴史認識を語る癖を持っており、自身ら朝鮮民族を「世界最高民族」と称して韓国起源説を盲信する一方、相手が日本・日本人であれば何に対しても「チョッパリ（日本人野郎）」と侮蔑する。在日韓国人を「半チョッパリ（半日本人野郎）」と侮蔑することもあり、そのたびにオッチャンらから抗議されている。また、日本だけでなく中国も蔑視しており「チャンケ（中国人野郎）」と侮蔑する。さらにソムチャイの母国であるタイをも見下し、蔑称こそ使わないが後進国として扱っている。竹島の韓国領有を主張するTシャツを着用している。必殺技は重根、金九、奉昌、孔子、昶漢。
朴 英日（パク ヨンイル）
星日の生き別れの実兄で、現在は朝鮮人民軍陸軍少佐の地位にあるテコンドー使い。覇皇に父親を殺された後、テコンドー最終奥義「統一（トンイル）」の謎を探るべく単身北朝鮮に渡り、その先で金正日と邂逅。彼に師事して武術を磨き、星日同様に父の敵を討つべく大会に赴く。当初はタルチュムの面で顔を隠していた。沖縄は古来より朝鮮固有の領土であり、朝鮮民主主義人民共和国に帰属すべきだと考えている。必殺技は縮地、主体、日成。

### 主人公の協力者
金 承煕（キム スンヒ） / ハットリ・キム
韓国籍、アメリカ在住の「朝鮮忍者」。忍者の韓国起源（服部半蔵韓国人説）を主張し、カリフォルニア州を始め各地で忍者道場を経営している。道場だけでなく「朝鮮忍者寿司」という飲食店も経営しており、日本人の立ち入りに制限を設けている（ただし、「独島は韓国領土」と三回唱えれば日本人でも入店可能）。過去に韓国人と勘違いして自身の道場に弟子入りさせた伊集院が日本人と分かった途端に掌を返して破門したり、アメリカ市民権を取得していることを盾に米軍の前ではアメリカ市民であることを主張する卑劣な一面を持つ。普段から「試練に打ち勝つこと」を意味するという「合格」の文字と太極旗が描かれたハチマキを愛用しているが、「寿司」や「神風」と書かれたハチマキを着用する場合もある。必殺技はトゥーハンド・チョップ、朝鮮忍法・火の鳥（フェニックス）、レッド・ホット・チリ・ペッパー、サンダークラッシャー、龍昇拳、バージニアエクスプロージョンなど。飛車、空舞術といった空中から仕掛ける攻撃も多用するが、弟子がピアノ線で吊るすインチキ技である。また、サンダークラッシャーはスタンガンを使った技であり、格闘技とは言い難い。
ソムチャイ・カーオパット
タイ出身。ムエタイ（本人曰く、古式ムエタイ＝ギョクトゥギ＝朝鮮キックボクシング）の使い手で、アマチュアミドル級タイ王者。明るく人懐っこい性格で、K-POPをはじめとする韓国文化の大ファン。様々なタイ文化の起源は韓国にあると考えており、韓国人を尊敬する一方、相手が日本人であれば「ユンピー（日本人野郎）」と侮蔑する。星日やオッチャンなどに「（タイは）後進国」呼ばわりされても基本的に怒らなかったが、第51話でオッチャンに「タイみたいな後進国だと、K-POPのライブも観れなくて大変だな」と言われた際に初めて「何が後進国だッ！タイを馬鹿にするな！」と言い返した。必殺技は膝蹴り（ティー・カウ）、大木を倒す象（チャーン・コーン・マイ）、指輪を捧げる猿王（ハヌマーン・タワイ・ウェン）。
嘉手納 結衣（かでな ゆい）
沖縄県出身。嘉手納流琉球空手の使い手で、琉球空手の起源はテコンドーにあると主張している。日本人の登場人物では唯一、主人公ら寄りに描かれており、主人公側からは日本人ではなく琉球民族として扱われている（ただし、青林堂版3巻では星日に「チョッパリ女」と呼ばれている）。5年前、マークに殺された姉の復讐のため覇皇武闘大会に参加。大会終了後は沖縄人民解放戦線を組織し、沖縄の独立を目指す。英日に好意を寄せている。必殺技は嘉手納流琉球唐手奥義・マッハ蹴り（コリアンキック）。
チョッパリキラーズの3代目ボーカリストでもあり、「チョッパリキラーズ feat. 嘉手納結衣」として「沖縄の微笑み」を歌う。

#### 朝鮮部落
作中において在日韓国人が居住する区域はこう呼称される。日本政府の陰謀により生活水準が低く置かれ、スラム街と化している。住民は韓服を着用している割合が高い。日本人暴徒に度々襲撃を受けているが、日本警察はこれを黙認している。
長老
朝鮮部落の知恵袋的存在の老人。韓国起源説を主張することが多い。白い髭を生やし、パジ・チョゴリとカッを着用している。
オッチャン
朝鮮部落に住む中年男性。朝鮮料理の屋台で生計を立てている。日本人に襲われていたところを星日に助けてもらい、それを機に知り合いになる。月明組が仕掛けた麻雀のイカサマで借金を背負わされたり、沖縄では北朝鮮の工作員と勘違いされて米軍海兵隊の拷問を受けるなど、貧乏くじを引かされることが多い。
長老と共に、作中における在日韓国人の境遇を代弁する存在。第1巻では比較的まともな人物として描かれていたが、第2巻以降は軽率な言動（差別的発言を含む）が目立つようになる。

#### チョッパリをどつき隊
廬 満錫（ノ マンソク）
チョッパリをどつき隊隊長。また、「チョッパリキラーズ」というバンドのギター・作曲担当でもある。「差別主義者（レイシスト）・即・撲殺」の正義を自身の信念とし、チョッパリキラーと称する釘バットを振るう。また、キャプテン・コリア号と称する大型バイクを愛用している。幼児ほどの低身長で、登場のたびにつまみ上げられてはゴミ箱に叩き込まれるのがお約束となっている。桜木と交戦中に里恵に告白し、交際関係になった。
林 里恵（イム リネ） / 林原 リンディ（はやしばら リンディ）
チョッパリをどつき隊副隊長にして、チョッパリキラーズの2代目ボーカリスト。ギャンブル好きの父親（故人）が江南ファイナンスから借りた借金を返済するため、月山の慰安所で働いていた過去を持つ。「伝説の慰安婦」と呼ばれ、最後の出勤日には3,000人もの客が3kmもの行列を成した。借金を返済し引退したが、月山の謀略により捕らえられ、再び慰安婦にされそうになったところをコアラの覆面を被った謎の男「コアラマスク」に救われる。必殺技は鞭で標的を一瞬にして亀甲縛りにするボンテージ・ウィップ、ナイン・トレイルズ・ウィップ。
諸般の事情により第23話を最後に劇中に登場していない。
精神科医
眼鏡をかけている女性で、常に中指を立てている。「馬鹿野郎！」「豚野郎！」と叫び中指を立てながらパンチを繰り出す。在糾会のメンバーを数名倒したが、伊集院には通用せず敗れる。
第3巻では巣鴨プリズンに収容された阿倍野の担当医として登場し、ロボトミー手術を勧めた。阿倍野の保釈が決定すると「このファシスト…戦争犯罪人を野に放つわけにはいかない」と殴りかかったが、返り討ちにされる。
尹 幸吉（ユン ヘンギル）
チョッパリキラーズでギターを担当する中年男性。対バン相手の日本人に難癖をつけられてリンチされるが、ライブが中止になることを心配し一切反撃しなかった。日本の警察は幸吉が朝鮮人だと知ると事件性はないとして捜査を打ち切った。
ドラマー
チョッパリキラーズでドラムを担当する眼鏡と髭の中年男性。満錫が窮地に陥るたびに強化版チョッパリキラーを投げ渡す。ボーカルの麗美に独特の幼児語で戯れていたが、自らの不倫が原因で決別された上にバンド瓦解の危機を招いた。なお、彼がドラムを叩く際の擬音は「パヨパヨチーン」と表現される。
ベーシスト
チョッパリキラーズでベースを担当する中年男性。「NO PASARAN（奴らを通すな）」と叫びながら日本人暴徒にアッパーカットを打ち込むが、特に戦果を挙げずにやられてしまうことが多い。

#### その他
秦 淑雅（チン スア）
任意団体「差別を乗り越える国際市民連帯（通称「のりこえ連帯」）」を運営する女性。沖縄人民解放戦線を支援する。正男を慕っており、彼に愛の告白をして「世界革命＝全人類の資本主義からの解放が成就したら、どこか田舎で静かに暮らしたい。ついてきてくれるか？」という事実上のプロポーズを受ける。
江藤萌乃（えとう　もえの）
一般社団法人「Colombo（コロンボ）」を運営する女性。本業は日本国内における10代女性の生活支援だが、韓国で行われている慰安婦問題解決運動（水曜集会）と連帯しており、その関係で星日と出会う。満錫らとも知り合いである模様。

### 覇皇会館
覇皇（はおう）
世界最強の格闘家であり、日本はおろか全世界の格闘技界を牛耳る空手団体「覇皇会館」の創設者。かつて朴兄弟の父親を殺害した張本人。巨大財閥・覇皇グループの総帥でもあり、その政治的権力は日本の首相をも動かすほどで、事実上日本の支配者と言える。必殺技は覇皇空手奥義・大東亜共栄拳。
阿倍野を使い全世界に対して宣戦布告し、その後各国首脳をタイマンで倒して世界の王になろうと目論むが、朴兄弟のテコンドー最終奥義｢南北統一｣を受け倒された。
覇王子（はおうじ）
覇皇の息子で、覇皇亡き後の覇皇グループ総帥。武道・帝王学の両面において覇皇の素質を受け継いでおり、父を超えるという野望を抱く。必殺技は覇皇空手奥義・八紘一宇と、父親譲りの大東亜共栄拳。正々堂々とした戦いを好み、モットーは「優勝劣敗」。
雑誌掲載時は覇子（はこ）という名前の女性だったが、諸事情により変更となった。
藤原 正臣（ふじわら まさおみ）
覇皇の側近を務める眼鏡の中年男性。東京大学法学部卒。元警察官僚で、管理官にまで上り詰めたエリートであったが、イチ空手道場に過ぎなかった覇皇会館に転職した。その用意周到さと冷静な判断力から同会館を巨大財閥に成長させた立役者と目されている。覇皇亡き後は覇皇会館本部長として覇王子の後見役となる。目立った戦闘シーンはないが、格闘技の知識が豊富であり、武闘大会の実況解説を務めている。
第7巻で東郷に命じて金正男を不意打ちするなどし、覇王子のプライドを傷つけ「2度目はないぞ」と警告されたが、なおも第8巻で阿倍野を背後から刺して殺した。「2度目はない」という忠告は覚悟の上であり、その場で切腹して死亡した。
東郷 兵八（とうごう へいはち）
覇皇会館師範代筆頭を務める、空手の実力者。覇皇武闘大会にも参加。卑怯かつ非常に冷静な性格。必殺技は覇皇空手奥義・真珠湾、丁字大回頭。真珠湾は主に奇襲攻撃で、トラトラトラと叫びながら連打を放つ。覇王子の地位を奪うべく覇王子を襲ったが、返り討ちにされる。
筒井 明義（つつい あきよし）
覇皇グループ傘下企業である覇皇鉄道の社長。覇皇会館と覇皇グループの切り離し運営を提案した。
特別高等警察刑事
藤原の元部下であり、覇皇会館の意向を汲んで中田（鄭）と筒井を逮捕した。

### 日本の政界関係者

#### 自由民政党
阿倍野 晋二（あべの しんじ）
自由民政党総裁。衆議院議員。覇皇の命により野畑に代わり内閣総理大臣に就任、193カ国との国交断絶と核兵器の保有を宣言させられ、心労で倒れる。その翌日に内閣不信任決議が可決され、覇皇の戦争犯罪を押し付けられる形で超A級戦犯（平和に対する罪）として逮捕、収監される。その後巣鴨プリズンにて厳しい修行を行い、筋骨隆々とした肉体的にも精神的にも頼れる人物へと成長。民衆党議員3名（鳩川、菅野、枝尾）との総理大臣の座を賭けた「御前死合」を制し、総理の座に返り咲いた。口癖は「日本を、取り戻す」。
青林堂版3巻時点では日本人政治家でありながら好漢風に描かれていたが、実は世界征服の野心を持っており、手始めに朝鮮半島の侵略を目論む。
第8巻で覇皇会館から日本を取り戻すために覇王子に戦いを挑むが、実力差は歴然で圧倒される。追い詰められる中で「昭和の妖怪」の血が覚醒し、覇王子をも戦慄させるが、最後は藤原に背後から刺されて死亡。このためTwitterでは出版社・原作者から追悼の意が寄せられた。
浅尾 一太郎（あさお いちたろう）
阿倍野が核兵器保有を宣言し失脚した後、後任として内閣総理大臣と党総裁に就任するが衆院選で惨敗する。敗北の原因を作った阿倍野に対し恨み節を放つが、党を立て直せるのは阿倍野しかいないとも考えており、後を託した。
岩波 茂男（いわば しげお）
自由民政党幹事長。阿倍野とは思想的に距離があり、彼の動向を独自に調査していた。
須賀 偉義（すが ひでよし）
内閣官房長官。かつて法大空手部百人組手を達成した国会議員最強の空手家。阿倍野の野望を阻止するために立ちはだかる。柔の拳で捌き剛の拳で倒す｢法大空手部奥義・名誉九段突き｣を繰り出すが阿倍野には全く通用せず、逆に自身の技を繰り出され破れ去った。

#### 民衆党
野畑 佳広（のばた よしひろ）
内閣総理大臣。民衆党代表。覇皇の命により内閣総理大臣を退任する。
鳩川 由紀彦（はとかわ ゆきひこ）
衆議院議員。野畑の後に民衆党代表に就任。衆院選で勝利し、総理就任かと思われたが、覇王子の意向により阿倍野と総理の座をかけて戦うことを要求された。奥義金降らしという、万札をぶちまける技を使う。党の代表であるはずだが、枝尾からは命令口調でぞんざいに扱われ、菅野からも「金しか取り柄のないクズ」呼ばわりされている。
菅野 直哉（かんの なおや）
民衆党副代表。衆議院議員。安保闘争の時代においては、新左翼学生運動の大幹部だった。公安の資料によると、少なくとも72名の警察官を殺害、国会突入時においては少なくとも18名の機動隊員を殺害するも、逃亡に成功しており、逮捕歴がない。そのため警察からは「四列目の男」と呼ばれる。藤原曰く、「奴ほど殺人経験豊富な国会議員はいない」。その間合いは四列目にいるかのごとく相手の攻撃が届かず、ゲバルト棒でカウンター攻撃を行う。革命的ゲバルト奥義"四列目の男"、秘奥義お遍路式という技を使う。
枝尾 幸雄（えだお ゆきお）
民衆党幹事長。衆議院議員。奥義フルアーマー、ダブルバールZ式という技を使う。
副川 徹雄（ふくかわ てつお）
民衆党衆議院議員。子供の頃に朝鮮人から日本国籍に帰化している。飯田の命令で国賊として逮捕される。

### 覇皇武闘大会出場選手
篠田 三郎（しのだ さぶろう）
日本出身。合気道の使い手で、「合気道の神様」の異名を持つ。星日の最初の対戦相手。温厚な性格をしており、常に笑顔を絶やさないが、星日に「合気道は韓国のハプキドのパクリ格闘技」呼ばわりされ、激高し冷静さを失う。モットーは「敵と友達になること」。
劉 書文（リュウ シュウェン）
中国出身。中国拳法（八路流八極拳）の使い手。星日の次戦での対戦相手。実力と端麗な容姿で女性観客からの絶大な人気を誇る。韓国・朝鮮人の歴史観に対する懐疑心が強く、ことあるごとに韓国起源説を主張する星日やハットリを痛烈に批判する。必殺技は大躍進靠、三跪九叩頭、天安門衝掌。
後に沖縄で再び星日と対峙。ラーメンの起源は中国・蘭州の麺料理「拉麺」という説が有力だとしながらも、「だからといって文化大国の中国人は文化不毛地帯の朝鮮人野郎のように大声で起源を主張したりしないがな」と皮肉る。また、沖縄人民を日帝から解放するために沖縄は中国に帰属すべきだと考えている（中国人による沖縄県への認識）。
和泉 柔一郎（いずみ じゅういちろう）
日本出身。大日本皇道館柔道総裁で、五輪を3連覇した柔道選手。冷酷な性格で、対戦相手を徹底的に痛めつける。必殺技は蟹挟、飛びつき腕ひしぎ、岩崖投身殺。
若乃丸 勝司（わかのまる しょうじ）
日本出身。相撲横綱。自尊心が強く柄が悪い。
呉 武弦（オ ムヒョン）
韓国出身。シルムの天下壮士。韓国格闘技界の大統領にも等しい存在。
マーク・リッジウェイ
アメリカ出身。ボクシングヘビー級世界統一王者。アメリカ軍海兵隊出身。在日米軍に赴任していたこともあり日本語に堪能。必殺技はバンカーバスター、パトリオットカウンター。
作中の沖縄は米兵であれば現地住民に何をしても許される「日帝植民地・地獄の島」となっており、沖縄駐留時代は強姦など悪行の限りを尽くしていた。結衣の姉（故人）もその犠牲者である。
石井 松太郎（いしい まつたろう）
日本出身。剣道師範代、大日本神州剣道連盟会長。シード選手だったが、タルチュムの面の男（英日）に「朝鮮人の馬鹿げた踊りが本選出場など認められるか」と因縁をつけ、勝負を挑んだ。格闘技の大会でありながら真剣を用い、その得物は「百を超える在日を切り捨てたが、刃こぼれ一つしない」とされる。必殺技は三光斬、皇軍剣道奥義・百人斬り。
マルチン・スペルマン
オランダ出身。キックボクシング世界選手権大会優勝者。身長215cm、体重150kgの巨体の持ち主で、「巨大風車塔」の異名を持つ。野卑な性格。
中田 均（なかた ひとし）
日本出身。WWWチャンピオンで帝国プロレスのエース。身長190cm。本名は鄭 徒均（チョン ドギュン）で、大会中に在日韓国人であることを公表。自身の祖国は韓国ではなく統一コリアだと主張する。覇皇に対して批判的立場をとる。
イワン・スヴォーロフ
ロシア出身。レスリング五輪金メダリスト。喧嘩っ早い。

### 在日特権を糾弾する市民の会（在糾会）
桜木 誠人（さくらぎ まさと）
在糾会の会長。巨体の持ち主で、メガネと蝶ネクタイがトレードマーク。わずか数年で在糾会を日本最大の嫌韓極右団体に育て上げたカリスマ。どつき隊からは「ヘイトモンスター」「人の心を捨てた哀れな獣」などと呼ばれ、最大の敵と目されている。必殺技はダイビング・ボディプレス250kg爆弾。
洪美（ホンミ）という在日韓国人の恋人がおり、日本人であることを理由に彼女のアポジ（父親）に結婚を反対されたことをきっかけに嫌韓活動を行うようになった。星日と交戦中、父の元を離れたホンミから一緒になることを提案され、その場で在糾会会長の座を降りることとなったが、それまでの桜木のヘイト活動を許さない星日によって撃退された。

### 指定暴力団「月明組（つきあけぐみ）」
月山 博明（つきやま ひろあき）
月明組組長。普段は正体を隠し、慰安所チェーン「楽園連行」の社長として振舞っている。関西弁を話す。巧妙な罠でオッチャンを騙して借金させ、債権回収と称して朝鮮部落を襲う。
江南ファイナンス（ガンナムファイナンス）
月明組の企業舎弟である闇金業者。暴力的な脅しを専門としている。ソムチャイによって倒される。
伊集院 畸太郎（いじゅういん きたろう）
月山に用心棒として高額の報酬で雇われた、眼鏡をかけた長髪の青年。旭日旗が描かれた上着の裾をジャージのズボンの中に入れ、腕にハットリと同じ「合格」の文字と太極旗が描かれたハチマキを着用している。「神に選ばれた天才」を自称し、「あらゆる格闘技の優れた技だけを体得している」と豪語する。
アメリカの高校で白人から差別を受けていた際に、ハットリの忍者道場に入門し救われるも、日本人であることが発覚し破門され（ハットリは彼を「イ・ジュウイン」という名の韓国人だと思い込んでいた）、ハットリへの復讐を誓った。様々な格闘技の技を習得しているのはこのためである。最終的にはハットリに倒された。

### 北朝鮮
金 日成（キム イルソン）
実在の人物で北朝鮮の初代最高指導者。故人。作中では「テコンドー半万年の歴史上最強の男」として知られており、1937年の普天堡の戦いにおいて単独で日本軍の一個大隊を壊滅させたという設定になっている。最終奥義・統一に関する高句麗壁画を、旧日本軍によって封印される前に見たことがある。
作中では「縮地法の使い手で、地を縮めて瞬時に数千里を移動することができた」と設定されているが、北朝鮮を代表するマスメディア・労働新聞が2020年5月20日付の報道で「実際には、人は空間を折り畳んで消失したり、再び現れたりすることができません」と報道したため、史実とは異なる。
金 正日（キム ジョンイル）
実在の人物で北朝鮮の二代目最高指導者。作中では筋肉質の大男として描かれており、日成と同様にテコンドーの達人という設定である。また、全人類の資本主義からの解放を目標に掲げ、睡眠もほとんど取らず質素な食事で公務に当たる高潔な人物として描かれている。英日のテコンドーの師となり、最終奥義・統一に関するヒントを与えた。
金 正男（キム ジョンナム）
実在の人物で金正日の長男。父と同様、作中ではテコンドーの達人という設定になっている。金哲（キム チョル）という偽名を使い沖縄に潜んでいた。英日とは兄弟弟子の関係にあたる。必殺技は千里馬、無拍子。

### 大日本会議
飯田 興一（いいだ こういち）
大日本会議会長。日本の実質的な支配者とされる。
飯田 摩美子（いいだ まみこ）
飯田興一の娘。
竹原 康麿（たけはら やすまろ）
竹原公爵家嫡男にして旧華族を束ねる華澄会館理事長、大日本会議代表理事。必殺技は竹原流五輪拳奥義・竜巻風輪脚。
高村 慶介（こうむら けいすけ）
飯田興一の側用人。24歳。15年前、小学生の時に飯田の運転する乗用車との事故で姉を殺された。その恨みで、ただ飯田を殺すだけでは足りず、飯田の権力・地位・名誉・財産すべてを奪い取り絶望の底に落としてから最も惨たらしい死を与えるという野心を持っている。飯田の娘である摩美子に言い寄っているが、内心では「この女は使える」程度にしか思っていない。必殺技は海皇空手奥義・海の皇子。
茶山午太郎（ちゃやま うまたろう）
竹原研究財団理事長。竹原に高村の調査を命じられていたが、竹原に横領と法人税法違反の濡れ衣を着せられる。

### その他
朴兄弟のアポジ（父親）
韓国テコンドー界最強の男であり、韓国で最強と謳われたテコンドー道場を経営していた。10年前、道場破りに来た覇皇に敗れ、命を落とす。死後は息子達の前に亡霊として現れ、最終奥義・統一へのヒントを与えた。
日本人暴徒
眼鏡をかけ金属バットを持ったサラリーマン風の男、長髪で半裸の男（星日が必殺技・奉昌で最初に倒した男）は在糾会や月明組など複数回の在日韓国人襲撃に登場する。
ドナルド・トランプ
第45代アメリカ合衆国大統領。アジア人に対して強い差別意識を持っている。核のボタンを押せるガッツのある男を自称している。
リンダ・イングリッド
米軍の女性将校。階級は大尉。尋問と情報分析の専門家にして捕虜虐待のスペシャリストであり、何人もの反米・反基地運動家を廃人に追い込んでいる。海兵隊式ナイフ術の使い手で、タバコに偽装した棒手裏剣が武器。必殺技は海兵隊格闘術奥義・アブグレイブトーチャーアタック。沖縄はジャップ（日本人野郎）に戦争で勝利して獲得したアメリカの領土だと主張している。
安田 正儀（やすだ まさよし）
日本経済連合会副会長、ソルトバンク社長。10年前に韓国国籍から日本国籍へ帰化している。
パラク・オバマハ
元NBA選手、元アメリカ合衆国バスケットボール五輪代表。ドリームチームとしてスイスとの親善試合に参加した際に中等部に留学していた圧倒的カリスマと対戦、圧倒的な実力を見せられ、「本物の神」と称賛。以後、無制限の絶対忠誠を誓う。

### 原作者
白 正男（はく まさお / ベック ジョンナム）
後書きなどに登場する原作者。リアルな自画像ではなく、安重根の肖像に仮託されて描かれている。義士を自認しており、尊大な態度で政治発言を繰り返す。その一方でゲーム好きな一面があり、公式ツイッターでは『スプラトゥーン2』や『アイドルマスターシャイニーカラーズ』を攻略するツイートを頻繁にしている。
山戸 大輔（やまと だいすけ）
白と同様に、後書きなどに登場する作画担当。デフォルメされた簡素な顔で、ベレー帽と眼鏡を着用している。白と違い至ってノンポリで、格闘漫画としての意欲を語ることが多い。白からは「作画担当のチョッパリ」と呼ばれている。

## 作中におけるテコンドーの必殺技
蹴り技のイメージが強いテコンドーだが、本作では揶揄として手を使った技が多い。また重根、統一、主体は実際のテコンドーの型として存在するが、本作の必殺技とは内容が異なる。
重根（チュングン）
両手を組んで人差し指を突き出した構えを取り、敵の急所を突く。多数の敵に対して猛烈な速さで突きを繰り出す「重根・大韓義軍参謀中将式（チュングン・だいかんぎぐんさんぼうちゅうじょうしき）」、覇皇との戦いで繰り出した「重根・特派独立軍司令官式（チュングン・とくはどくりつぐんしれいかんしき）」という発展形もある。伊藤博文の暗殺に関与した安重根が由来。
金九（キムグ）
敵に馬乗りになり殴り倒す。大韓民国臨時政府の首相を務めた金九に由来する。
奉昌（ボンチャン）
両手で掌打を繰り出し、敵を吹き飛ばす。朝鮮の独立運動家・李奉昌に由来する。
日成（イルソン）
顔面に手刀を浴びせて一撃で吹き飛ばす。金日成の肖像画に描かれたポーズが由来。
主体（チュチェ）
敵の両こめかみを同時に強打することで脳にダメージを与え、精神を破壊する。北朝鮮の政治思想「主体思想」が由来。
孔子（コンジャ）
敵の眉間を一本拳で強打し、一撃で昏倒させる。思想家・孔子が由来。
統一（トンイル）
高句麗壁画に書かれた古代テコンドー戦士の図柄によって伝えられる、テコンドー最終奥義とされる必殺技。その威力を恐れた日本軍により、壁画の半分が削り落とされ、奥義の完全な解明はなされていなかった。
朴兄弟の父と星日は、図柄の内容から「上にいる敵に向かって拳を繰り出す技」、英日は「敵の上空から拳を繰り出す技」だと思い込んでいたが、実際には2人のテコンドー戦士がその両方の攻撃を同時に繰り出す「南北統一」（ナンプクトンイル）が完成形。繰り出すテコンドー戦士2人の実力が同等でないと発動しない。
昶漢（チャンハン）
顎を狙った強烈な掌底。奉昌や重根の効かぬ強敵も一撃で倒すほどの威力がある。靖国神社に爆弾を仕掛けた全昶漢が由来で、パイプ爆弾を仕掛ける動きを掌打に見立てたもの。

### 白頭山テコンドー
北朝鮮系のテコンドー。読みは「ペクトゥサン」。本来白頭血統のみが使用できる一子相伝の技だが、金正日より伝授された英日もこの技を使う事ができる。
縮地（チュチ）
｢地｣を｢縮｣め一瞬で移動する。移動する際は頭上に金日成の幻影が浮かぶ。劇中では格闘の為の短距離移動が主だが、金日成は数千里を一瞬で移動したという。
縮地分身（チュチブンシン）
白頭山テコンドー奥義。縮地を使用してあたかも分身したかの様に多方向からの攻撃を繰り出す。
千里馬（チョルリマ）
白頭山テコンドー奥義。一日に千里を駆けるという朝鮮の天馬の如く飛び上がり、上空から急降下して攻撃する。劇中では金正男が覇王子に仕掛けたが狙撃で受けた傷が影響し不発に終わっている。

## 書誌情報
- 原作：白正男、作画：山戸大輔『テコンダー朴』、青林堂、全3巻
  1. 「テコンダー朴」2015年7月1日初版発行（7月1日発売）、ISBN 978-4-7926-0526-1
  2. 「テコンダー朴2」2017年1月20日初版発行（1月20日発売）、ISBN 978-4-7926-0575-9
  3. 「テコンダー朴3」2018年7月10日初版発行（7月10日発売）、ISBN 978-4-7926-0627-5

- 原作：白正男、作画：山戸大輔『テコンダー朴』、コアマガジン、既刊11巻（2025年1月24日現在）
  1. 2020年12月25日発売[26]、ISBN 978-4-86653-459-6
  2. 2020年12月25日発売[27]、ISBN 978-4-86653-460-2
  3. 2021年1月25日発売[28]、ISBN 978-4-86653-461-9
  4. 2021年1月25日発売[29]、ISBN 978-4-86653-462-6
  5. 2021年2月25日発売[30]、ISBN 978-4-86653-463-3
  6. 2021年5月25日発売[31]、ISBN 978-4-86653-464-0
  7. 2022年1月25日発売[32]、ISBN 978-4-86653-588-3
  8. 2022年7月25日発売[33]、ISBN 978-4-86653-629-3
  9. 2023年4月25日発売[34]、ISBN 978-4-86653-692-7
  10. 2024年1月25日発売[35]、電子版のみ
  11. 2025年1月24日発売[36]、電子版のみ